# Georg von Krogh

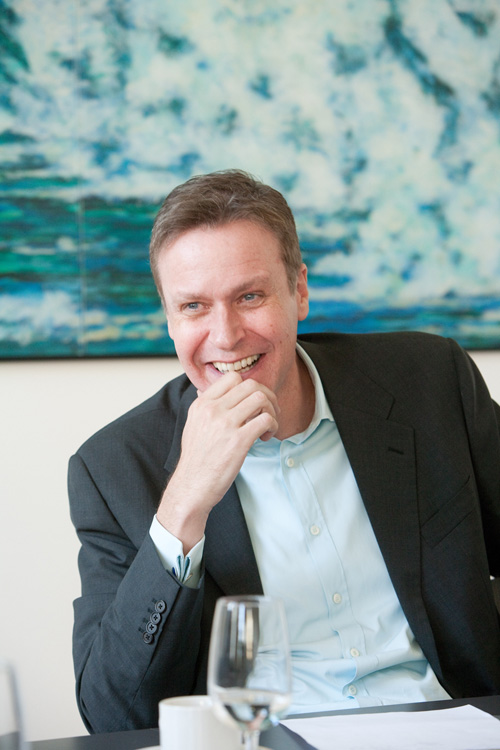
Georg von Krogh (2010)

Georg Fredrik von Krogh (* 24. Mai 1963 in Oslo) ist ein norwegischer Managementforscher. Er ist Professor an der ETH Zürich und Inhaber der Professur für Strategisches Management und Innovation.

## Berufliche Laufbahn
Georg von Krogh ist auf Wettbewerbsstrategien, technologische Innovation und Wissensmanagement spezialisiert. Er leitete Forschungsprojekte in verschiedenen Branchen (Finanzdienstleistungen, Medien, Software, Computerhardware, Biowissenschaften und Konsumgüter).
Von Krogh erhielt seinen Master of Science an der Norwegischen Universität für Technologie und Naturwissenschaften und seinen Doktortitel vom Departement für Wirtschaftswissenschaften und Technologiemanagement an derselben Universität. Er war Assistenzprofessor an der Bocconi-Universität in Italien, außerordentlicher Professor für Strategie an der Norwegischen Schule für Management sowie Professor für Managementlehre an der Universität St. Gallen in der Schweiz. Dort war er auch Direktor des Instituts für Betriebswirtschaft. Darüber hinaus stand er der Forschungskommission der Universität St. Gallen vor. Er war Gastprofessor an der MIT Sloan School of Management, an der Hitotsubashi-Universität in Japan, am Japanischen Hochschulinstitut für Wissenschaft und Technologie (JAIST) sowie an der London School of Economics and Political Science in London. Von 2008 bis 2011 war er Vorsteher des Departments Management, Technologie und Ökonomie (D-MTEC) an der ETH Zürich. Von 2008 bis 2014 war er Vorstandsmitglied der Europäischen Management-Akademie (EURAM). Außerdem ist er Mitglied eines Rates der Swiss American Chamber of Commerce und war von 2012 bis 2020 Mitglied im Nationalen Forschungsrat des Schweizerischen Nationalfonds (SNF). Er war Fakultätsmitglied beim Weltwirtschaftsforum (2002 bis 2007), wo er aktiv an der Szenario-Entwicklung für Industrie und Wirtschaft beteiligt war.
Von Krogh ist Mitglied im Direktorium der Herausgeber von diversen Journalen, u. a. Academy of Management Journal, Journal of Strategic Information Systems, European Management Review, European Management Journal, MIT Sloan Management Review, und Long Range Planning. Er ist außerdem Deputy Editor für den Academy of Management Journal und hatte vorher Positionen als Senior Editor für Organization Studies und Associate Editor für Academy of Management Discoveries inne. Seine Ehrungen und Auszeichnungen umfassen den „Best Professional Business Book Award“ von der Vereinigung amerikanischer Verleger, die Auszeichnung „Breakthrough Idea“ der Harvard Business Review, die Lehr-Auszeichnung der ETH „Goldene Eule“, den „Best Paper Award 2012“ der European Management Review und den „Best Paper Award 2008“ des Journal of Strategic Information Systems.
Derzeit ist von Krogh Vorsitzender des International Advisory Board beim Research Council of Norway. Er hat eine Ehrenposition als Research Fellow an der Judge Business School der Universität Cambridge inne und ist Affiliated Scholar am Laboratory for Innovation Science (LISH) der Harvard University sowie Mitglied des Wissenschaftlichen Beirats der Universität Wien. Darüber hinaus ist er Associated Faculty Member am Artificial Intelligence Center der ETH Zürich und war bis 2024 Mitglied der Strategiekommission der ETH Zürich. Seit 2021 ist er zudem Mitglied des Risk Management Committee der ETH Zürich und leitet das Global Advisory Board, das den Präsidenten der ETH Zürich in Fragen der internationalen Strategie berät. Zudem ist er Mitglied des Scientific Council bei EURAM und Mitglied des Advisory Board der School of Management am Politecnico di Milano.

## Schriften (Auswahl)
- Grimes, M., von Krogh, G., Feuerriegel, S., Rink, F., & Gruber, M. (2023). From Scarcity to Abundance: Scholars and Scholarship in an Age of Generative Artificial Intelligence. Academy of Management Journal, 66(6).
- Weiser, A. K., & von Krogh, G. (2023). Artificial intelligence and radical uncertainty. European Management Review, 20(4), 711-717.
- Shrestha, Y. R., von Krogh, G., & Feuerriegel, S. (2023). Building Open-Source AI. Nature Computational Science.
- Park, C., von Krogh, G., Stadtfeld, C., Meboldt, M, and Shrestha, Y. (2023). Healthcare hackathons as open innovation. Nature Reviews Bioengineering.
- von Krogh, G., Roberson, Q., and Gruber, M. (2023). Recognizing and Utilizing Novel Research Opportunities with Artificial Intelligence. Academy of Management Journal, 66(2), 367–373.
- Splitter, V., Dobusch, L., von Krogh, G., Whittington, R., & Walgenbach, P. (2023). Openness as Organizing Principle: Introduction to the Special Issue. Organization studies, 44(1), 7–27.
- Bailey, D. E., Faraj, S., Hinds, P. J., Leonardi, P. M., & von Krogh, G. (2022). We Are All Theorists of Technology Now: A Relational Perspective on Emerging Technology and Organizing. Organization Science, 33(1), 1–18.
- He, V. F., von Krogh, G., Sirén, C., & Gersdorf, T. (2021). Asymmetries between partners and the success of university-industry research collaborations. Research Policy, 50(10), 104356.
- de Jong, J. P., Ben-Menahem, S. M., Franke, N., Füller, J., & von Krogh, G. (2021). Treading new ground in household sector innovation research: Scope, emergence, business implications, and diffusion. Research Policy, 50(8), 104270.
- He, V. F., von Krogh, G., & Sirén, C. (2021). Expertise Diversity, Informal Leadership Hierarchy, and Team Knowledge Creation: A study of pharmaceutical research collaborations. Organization Studies.
- Shrestha, Y. R., He, V. F., Puranam, P. and von Krogh, G., (2021) Algorithm Supported Induction for Building Theory: How Can We Use Prediction Models to Theorize? Organization Science
- von Krogh, G., Kucukkeles, B., & Ben-Menahem, S. (2020) Lessons in Rapid Innovation From the COVID-19 Pandemic. MIT Sloan Management Review
- He. F., Puranam P., Shrestha Y. R., & von Krogh, G. (2020) Resolving governance disputes in communities: A study of software license decisions. Strategic Management Journal.
- Ben-Menahem, S., Nistor-Gallo, R., Macia, G., von Krogh, G., & Goldhahn, J. (2020) How the new European regulation on medical devices will affect innovation. Nature Biomedical Engineering.
- Sirén, C., He, F., Wesemann, H., Jonassen, Z., Grichnik, D., & von Krogh, G. (forthcoming) Leader emergence in nascent venture teams: The critical roles of individual emotion regulation and team emotions. Journal of Management Studies.
- Gersdorf, T., He, V. F., Schlesinger, A., Koch, G., Ehrismann, D., Widmer, H., & von Krogh, G. (2019). Demystifying industry-academia collaboration. Nature Reviews Drug Discovery, 019-00001-2.
- von Krogh, G., Netland, T., & Wörter, M. (2018). Winning With Open Process Innovation. MIT Sloan Management Review, 59(2), 53-56.
- He, F., Sirén, C., Singh, S., Solomon, G. T., & von Krogh, G. (2017). Keep calm and carry on: Emotion regulation in entrepreneurs’ learning from failure. Entrepreneurship Theory and Practice.
- Trantopoulos, K., von Krogh, G., Wallin, M., & Wörter, M. (2017). External Knowledge and Information Technology: Implications for Process Innovation Performance. MIS Quarterly, 41(1), 287-300.
- Faraj, S., von Krogh, G., Monteiro, E., & Lakhani, K. (2016). Special Section Introduction - Online Community as Space for Knowledge Flows. Information Systems Research, 27(4), 668-684.
- Ben-Menahem, S., von Krogh, G., Erden, Z., & Schneider, A. (2016). Coordinating Knowledge Creation in Multidisciplinary Teams: evidence from Early-stage drug Discovery. Academy of Management Journal, 59(4), 1308-1338.
- E. von Hippel, G. von Krogh: Identifying Viable ‘Need-Solution Pairs’: Problem Solving Without Problem Formulation. In: Organization Science. 27(1), 2016, S. 207–221.
- S. Ben-Menahem, G. von Krogh, Z. Erden, A. Schneider: Coordinating Knowledge Creation in Multidisciplinary Teams: evidence from Early-stage drug Discovery. In: Academy of Management Journal. Band 59, 4, Aug 2016, S. 1308–1338.
- S. Spaeth, G. von Krogh, F. He: Perceived Firm Attributes and Intrinsic Motivation in Sponsored Open Source Software Projects. In: Information Systems Research. 26(1), 2014, S. 224–237.
- F. Hacklin, B. Battistini, G. Von Krogh: Strategic choices in converging industries. In: MIT Sloan management review. 55(1), 2013, S. 65–73.
- H. Garriga, G. von Krogh, S. Spaeth: How constraints and knowledge impact open innovation. In: Strategic Management Journal. 34(9), 2013, S. 1134–1144.
- G. von Krogh, I. Nonaka, L. Rechsteiner: Leadership in organizational knowledge creation: A review and framework. In: Journal of Management Studies. 49(1), 2012, S. 240–277.
- G. von Krogh, S. Haefliger, S. Spaeth, M. W. Wallin: Carrots and rainbows: Motivation and social practice in open source software development. In: MIS quarterly. 36(2), 2012, S. 649–676.
- G. von Krogh, B. Battistini, F. Pachidou, P. Baschera: The changing face of corporate venturing in biotechnology. In: Nature Biotechnology. 30(10), 2012, S. 911–915.
- S. Raisch, G. Von Krogh: Focus intensely on a few great innovation ideas. In: Harvard Business Review. 87(10), 2009, S. 32.
- I. Nonaka, G. Von Krogh: Tacit knowledge and knowledge conversion: Controversy and advancement in organizational knowledge creation theory. In: Organization science. 20(3), 2009, S. 635–652.
- S. Haefliger, G. Von Krogh, S. Spaeth: Code reuse in open source software. In: Management Science. 54(1), 2008, S. 180–193.
- T. Maillart, D. Sornette, S. Spaeth, G. Von Krogh: Empirical tests of Zipf’s law mechanism in open source Linux distribution. In: Physical Review Letters. 101(21), 2008, S. 218701.
- G. von Krogh, S. Haefliger: Nurturing respect for IP in China. In: Harvard Business Review. 85(4), 2007, S. 23–24.
- S. Raisch, G. Von Krogh: Navigating a path to smart growth. In: MIT Sloan Management Review. 48(3), 2007, S. 65.
- G. von Krogh: Customers demand their slice of IP. In: Harvard Business Review. 84, 2006, S. 45–46.
- G. von Krogh, E. von Hippel: The promise of research on open source software. In: Management science. 52(7), 2006, S. 975–983.
- I. Nonaka, G. Von Krogh, S. Voelpel: Organizational knowledge creation theory: Evolutionary paths and future advances. In: Organization studies. 27(8), 2006, S. 1179–1208.
- E. V. Hippel, G. V. Krogh: Open source software and the “private-collective” innovation model: Issues for organization science. In: Organization science. 14(2), 2003, S. 209–223.
- I. Nonaka, G. Von Krogh, S. Voelpel: Organizational knowledge creation theory: Evolutionary paths and future advances. In: Organization studies. 27(8), 2006, S. 1179–1208.
- G. von Krogh, M. A. Cusumano: Three strategies for managing fast growth. In: MIT Sloan Management Review. 42(2), 2001, S. 53.
- G. von Krogh: Care in Knowledge Creation. In: California Management Review. 40, 1998, S. 133.
- G. von Krogh, J. Roos: A Tale of the unfinished. In: Strategic Management Journal. (1986–1998), 17(9), 1996, S. 729.
- G. von Krogh, J. Roos, K. Slocum: An essay on corporate epistemology. In: Strategic Management Journal. 15(S2), 1994, S. 53–71.

## Bücher (Auswahl)
- mit I. Nonaka und K. Ichijo: Enabling Knowledge Creation. Oxford 2000, ISBN 0-19-512616-5.
- mit H. Singh und A. Sinatra: The Management of Corporate Acquisitions. Macmillan, 1994, ISBN 0-333-58010-9.